# 小行星1935
小行星1935（1935 Lucerna）是一颗围绕太阳公转的小行星。1973年9月2日，保罗·维尔特在齐美尔瓦尔德发现了此天体。
該小行星以瑞士的城市琉森命名。
这颗小行星的绝对星等为198.7151561436208等。